# Yves Rénier

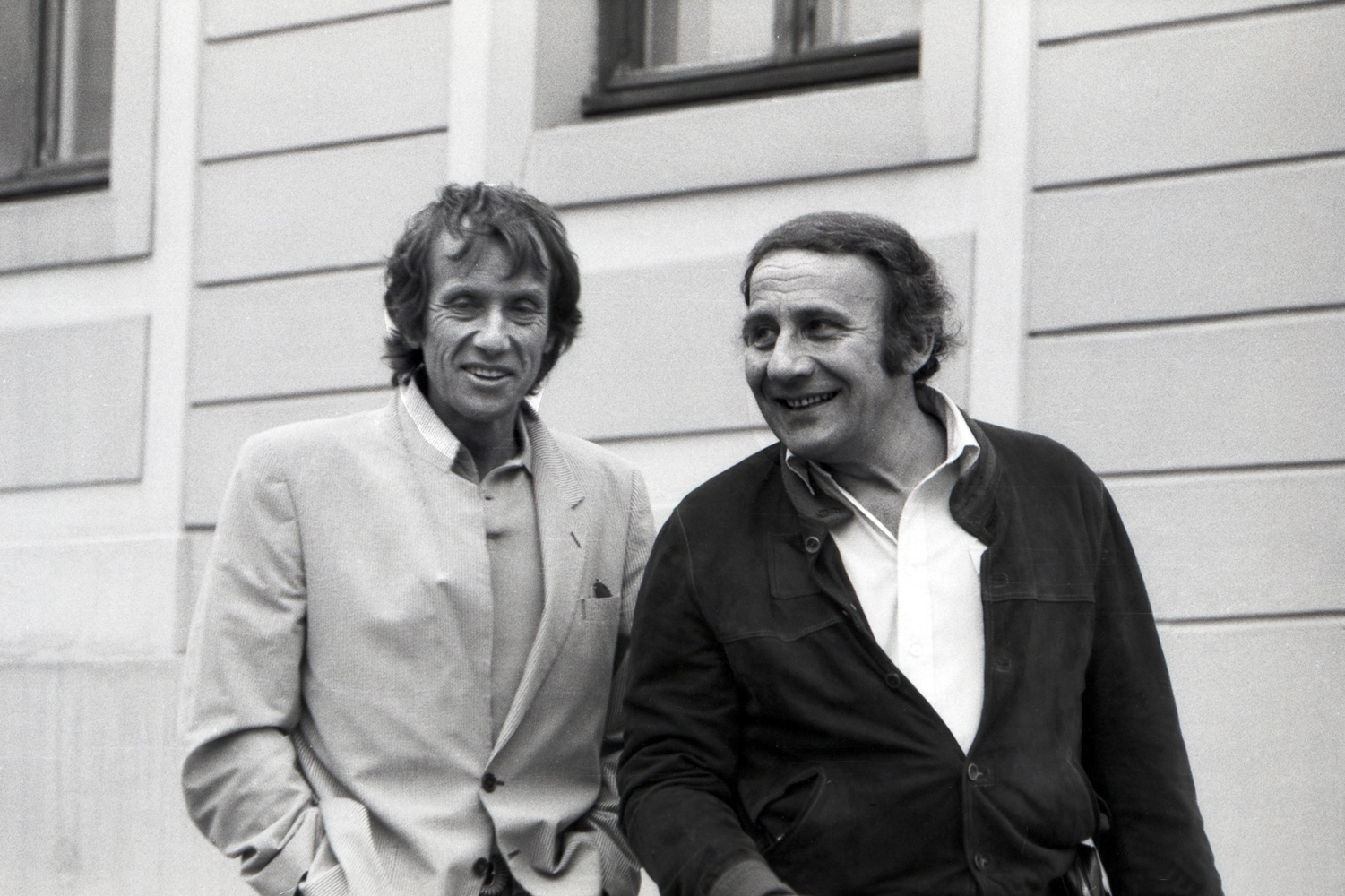
Yves Rénier a Miroslav Moravec (dabér komisaře Moulina) ve Zlaté uličce v Praze na Hradčanech

Yves Rénier (29. září 1942, Bern, Švýcarsko – 24. dubna 2021 Neuilly-sur-Seine, Francie) byl francouzský herec. Mezi jeho vůbec nejznámější i nejproslulejší role patří postava komisaře Moulina ve stejnojmenném francouzském televizním seriálu.
Jeho otec byl Francouz, matka Američanka, narodil se v hlavním městě Švýcarska v Bernu, sklon k herectví patrně podědil po své francouzské babičce, která působila v Paříži jako divadelní herečka. Původně hercem být vůbec nechtěl, k absolvování základního hereckého kurzu jej přemluvil jeho kamarád. Po úspěšném absolvování tohoto kurzu posléze vystudoval i francouzskou divadelní Akademii dramatických umění.
Ve francouzském filmu debutoval v roce 1961 ve snímku Hrabě Monte Christo, ale těžiště jeho tehdejší herecké práce spočívalo především v divadle. V roce 1963 účinkoval poprvé v televizním seriálu  Belphégor, od té doby vystupoval v televizi častěji. Uplatnil se také jako francouzský dabingový herec.
Zlom v jeho profesní kariéře však přišel až v roce 1976, kdy ve svých 34 letech účinkoval ve francouzském televizním seriálu Komisař Moulin, který se stal posléze velmi populárním po celé Evropě, vysílala jej i Československá televize, Česká televize jej uvádí dodnes.

## Filmové role (výběr)
- 1961 Hrabě Monte Christo
- 1988 48 hodin v Paříži (společně s Harrisonem Fordem, režie Roman Polanski)